# یواس‌اس کتوبا (۱۸۶۴)
یواس‌اس کتوبا (۱۸۶۴) (به انگلیسی: USS Catawba (1864)) یک کشتی بود که طول آن ۲۲۵ فوت (۶۸٫۶ متر) بود. این کشتی در سال ۱۸۶۴ ساخته شد.